# 山口剛玄
山口 剛玄（やまぐち ごうげん、1909年1月21日 - 1989年5月20日）は、日本の空手家。全日本空手道剛柔会の創始者。本名は山口 實実。

## 経歴

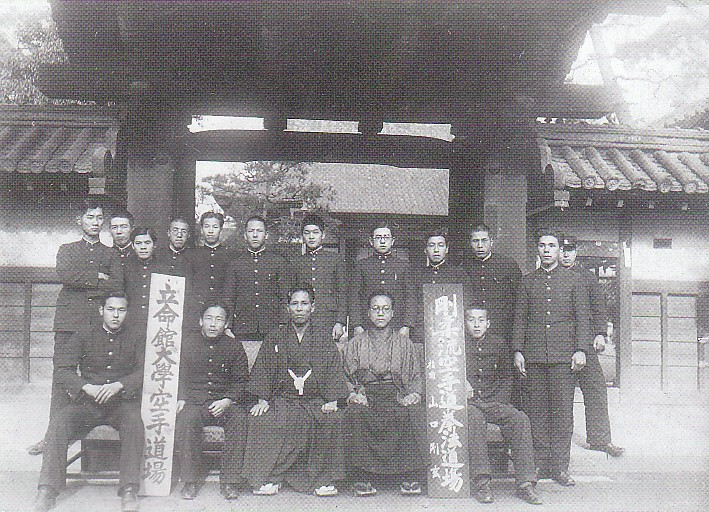
1929年、立命館大学に唐手術研究会を創設（中央が剛玄）

鹿児島県鹿児島市出身。幼少時より薩摩示現流や柔術等の武道を嗜む。14歳から沖縄県出身の丸田武雄より空手を習い始める。
1928年に関西大学に入学するも翌29年に退学。同年、新選組屯所跡に「剛柔流空手道拳法道場」を開設し「昭和新選組」と称す。同年、立命館大学専門部法科に入学すると、相撲部と応援団に籍を置く傍ら、唐手術研究会（空手道部）を創設した。当時、宮城長順は空手道普及のため毎年頻繁に関西地方を訪れており、長順が入洛すると剛玄は決まってお供をして武道関係者の間を回り、武徳会の福島清三郎など満州国建国に連なる武人や軍人とも知遇を得たという。また、立命館時代には剛玄はしばしば京都市北部にある鞍馬山に籠り、山修行をしていた。この際に時折修験者らと接触し、手ほどきを受けたらしい。
1937年には八年間在籍した立命館大学を卒業。後半には司法書士の資格を取得して自活していた。同年、それまでの「唐手術」が「空手道」として大日本武徳会より認可されると、宮城長順から「剛玄」の名を授けられ、本土における空手道普及の命を受けた。1938年の一時期、東北の専門学校で講師を務める。
1939年、石原莞爾中将の命を受けた特務により満州へ渡り、東亜連合の活動に従事する。同年には東亜武道大会の満州代表使節団長を勤めて訪日、モンゴル相撲などを紹介しつつ日本各地を回る。また、満州では各地の市役所に勤務し、その実馬賊などの抵抗勢力の情報を収集し、慰撫する活動を行っていたらしい。1941年大日本武徳会より錬士号を受ける。1945年、終戦によりシベリアで収容（シベリア抑留）。

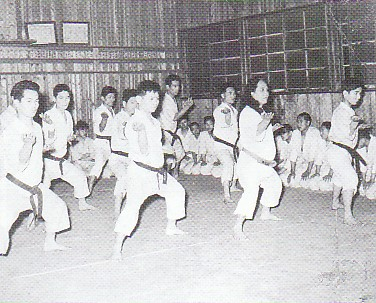
浅草の道場にて（右から2人目が剛玄）

1947年に帰国後、1949年に台東区浅草に道場を開設すると、1950年には宮城長順を名誉会長とする全日本空手道剛柔会を創設した。1951年、宮城より、十段範士の号を授与される。以降も墨田区、文京区やアメリカ・サンフランシスコに道場を開き、1963年には第1回剛柔会全日本空手道選手権を開催。1964年に全日本空手道連盟が結成されると、審議委員・元老に就任した。翌65年には、国際空手道剛柔流（IKGA）を結成し会長を務める。
日本国内はおろかアメリカ、東南アジア、オーストラリア等の海外でも精力的に後進の指導に当たり、1969年には藍綬褒章を受章。海外では、その猫のような身のこなしから、"THE CAT"とも呼ばれた。1971年、日本空手道専門学校を設立し、校長となる。1972年、武道顕彰を受賞する一方で、全日本空手道連盟剛柔会からは離れ、「全日本空手道剛柔会」として独自路線を歩む。1974年、フィリピンのマルコス大統領よりタマロー勲章を受ける。
剛玄は生涯修験道との係わりを絶やさず、とりわけ木曽御嶽山では晩年に至るまで年二回の山籠り修行を欠かさなかったという。さらにヨーガなども随時研究した。また、木曽御嶽教系の神習教において高位神職の資格を取得している。
1989年5月22日、急性心不全のため逝去。後に全日本空手道剛柔会より、"拳聖"の称号が追贈された。

## 著作
- 『剛柔の息吹 -空手道の真髄-』栄光出版社、1966（昭和41年）。 NCID BA32119685。[5]
  - [増補改訂版]『増補改訂版 剛柔の息吹 --剛柔流空手「拳聖」山口剛玄一代記』日貿出版社、2019（令和元年）。ISBN 4817060298。
- 『剛柔流空手 : 図解コーチ』98号、成美堂出版〈Seibido sports series〉、1984（昭和59年）。ISBN 9784415003917。 NCID BN13301275。OCLC 674249589。
  - [中国語版] 山口剛玄 [著]; 沈永嘉 [翻訳] (1989). 剛柔流空手道教範. Tu jie kong shou dao jiao shi. 台北市: 益群
- 山口剛玄『空手道教範』東京書店、1998年。ISBN 4885746248。 NCID BA35776354。OCLC 122758626。
  - [改版] 山口剛玄『剛柔流空手道教範』山口剛史 [監修]（改題改訂版）、東京書店、2008年。ISBN 9784885746338。 NCID BA87824868。OCLC 676160205。

### 映像作品
- 泉田伊佐夫[監督]; 山口剛玄、宇治田省三、山本權之兵衛、日大芸術学部剛柔流空手道部[ほか出演]『空手道』日本空手道剛柔会、制作年不明。part1
- 山口剛史 [監修]; 山口剛玄 [ほか出演]『山口剛玄空手道伝説 Karatedo legend : ザ・キャットと呼ばれた男 : 全日本空手道剛柔会創立60周年記念作品』クエスト、2010年。